# Быдгощско-Вышогрудское княжество

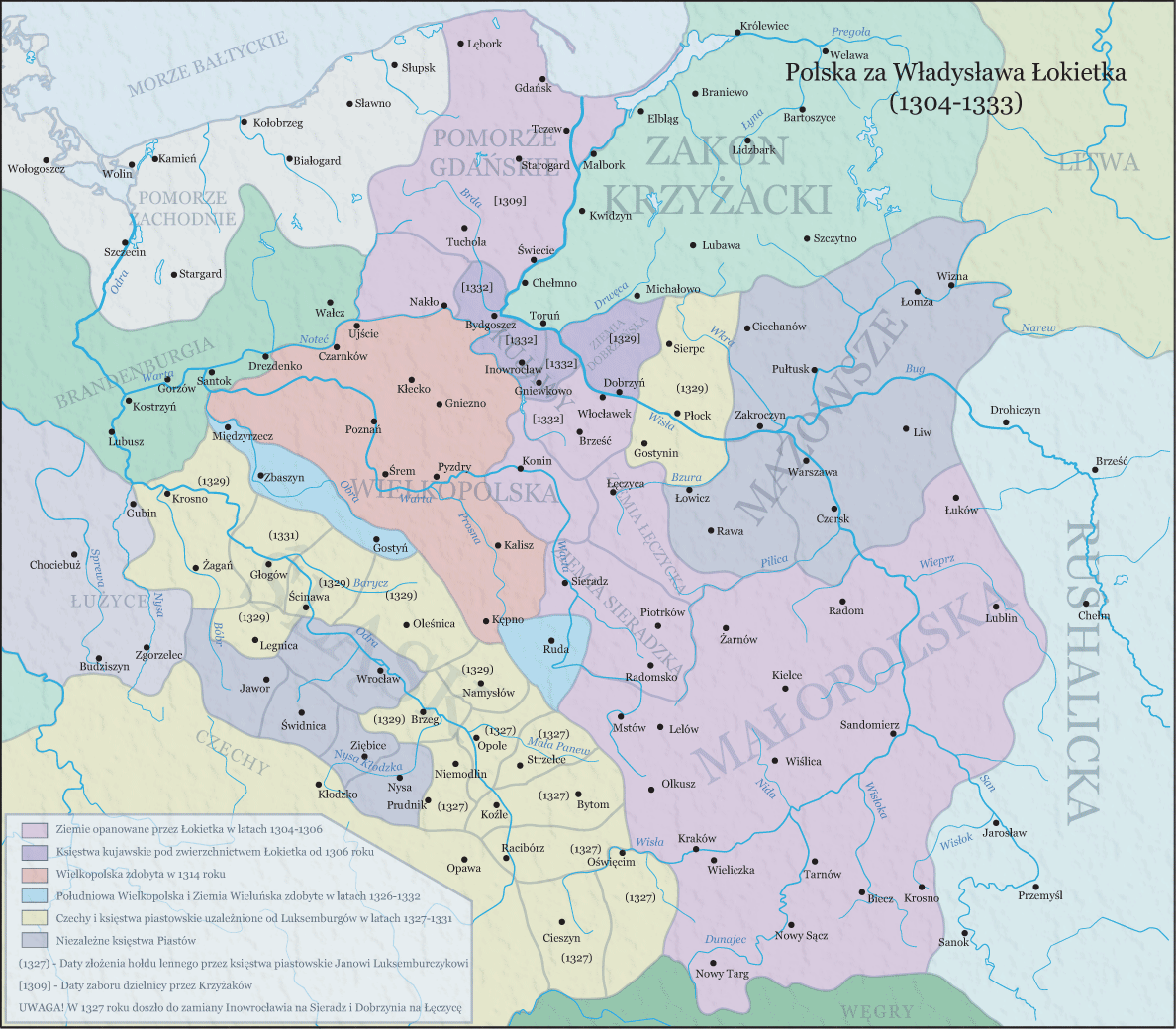
Польские земли в правление короля Владислава Локетека (1304—1333)

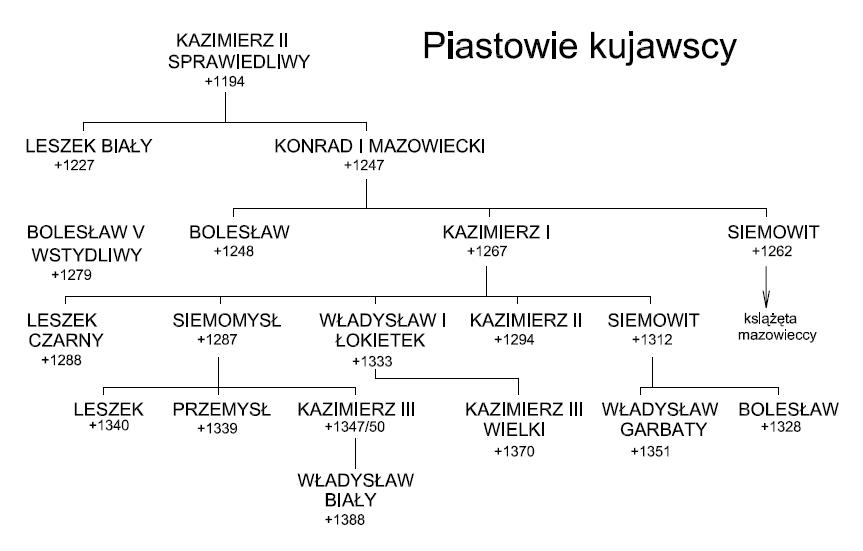
Генеалогическая таблица Куявских Пястов

Быдгощско-Вышогрудское княжество (пол. Księstwo bydgosko-wyszogrodzkie) — самое северное удельное княжество на территории Куявии, существовавшее в 1314—1327 (1328) годах.

## География
Княжество включало в себя территории двух каштянств Куявии: Быдгощ и Вышогруд, приблизительно равную территории нынешнего Быдгощского повята.
На востоке естественной границей княжества была река Висла, на западе — Бышевские озера. Южной границей княжества были Быдгощская пуща и река. На севере граница была условной, доходила до деревни Тшенсач на Висле и до реки Брды и Бышевских озёр.
Основными поселениями на территории княжества были Вышогруд, Быдгощ, Солец-Куявски и Бышево. Единственным городом в упомянутом княжестве в период его существования был Солец-Куявски, основанный в 1325 году.

## История
Быдгощско-Вышогрудское княжество, называемое Северными Куявами, возникло в результате раздела владения князя Земомысла Иновроцлавского (ок. 1245—1287). Он оставил после себя трёх несовершеннолетних сыновей: Лешко (род. 1275), Пшемысл (род. 1278) и Казимир (род. 1280/1287).
Первоначально правительницей княжества была вдова умершего князя — Саломея, дочь померанского князя Самбора II. Она воспитывала сыновей в духе экспансии на Гданьское Поморье, где она боролась на наследство своего отца Самбора II (ум. 1277/1278), князя любишевско-тчевского. Также юные князья находились под опекой своего дяди, будущего короля Польши Владислава Локетека, который в 1290 году выдал замуж их сестру Фененну (ок. 1276—1295) за короля Венгрии Андраша III.
Около 1294 года трое братьев, Лешко, Пшемысл и Казимир стали самостоятельно править в Куявии (районе, включавший каштелянии: иновроцлавская, быдгощская, слонская, крушвицкая и радзиевская). В ряде документов, подписанных братьями упоминается город Быдгощ, но всегда после «старших» городов: Иновроцлава и Вышогруда. Сообщалось также о пребывании князей в Вышогруде.
В 1296 году после смерти польского короля, князя великопольского и гданьского Пшемысла II (1257—1296), его преемник Владислав Локетек присоединил к Куявии вышогрудскую каштелянию (эта каштеляния уже входила в состав Куявии в 1242—1271 годах). Владислав Локетек передал её в качестве компенсации своим племянникам, князьям Лешеку, Пшемыслу и Казимиру за их отказ от претензий на Гданьское Поморье по праву своей матери Саломеи. Произошло это после вооружённой попытки князя Лешека Иновроцлавского захватить Гданьское Поморье в 1296 году.
После возвращения Лешека из чешского плена (1312) и смерти вдовы Саломеи (1313) братья решили окончательно разделить отцовское княжество между собой на три части. В 1314 году Лешек стал князем Куявии и Иновроцлава, Пшемысл — князь Куявии, Вышогруда и Быдгоща, а Казимир — князем Куявии и Гневкова (это княжество было создано на территории гневковского и слонского каштеляний).
Быдгощско-Вышогрудское княжество возникло между 12 октября 1314 и 6 апреля 1315 года, когда Пшемысл стал упоминаться как князь Вышогрудский и Быдгощский. В течение тринадцати лет он управлял своим уделом. В 1318 году Пшемысл заключил со старшим братом Лешеком договор о взаимном наследовании владений. В 1323 году Лешек Иновроцлавский отказался от власти в своём уделе в пользу младшего брата Пшемысла, который стал именоваться князем Куявии, паном Иновроцлава и Вышогруда. Его владения включали в себя четыре каштелянии: быдгощское, вышогрудское, иновроцлавское и крушвицкое.
В 1327 или 1328 году после начала польско-тевтонской войны (1326—1332) князь Пшемысл Иновроцлавский согласился уступить своё удельное княжество дяде, польскому королю Владиславу Локетку, который взамен пожаловал племяннику Серадзское княжество.